# تاکایا اوسانای
تاکایا اوسانای (انگلیسی: Takaya Osanai؛ زادهٔ ۱۵ ژوئن ۱۹۹۳) بازیکن فوتبال اهل ژاپن است.
از باشگاه‌هایی که در آن بازی کرده‌است می‌توان به باشگاه فوتبال کونسادول ساپورو اشاره کرد.